# Železniško postajališče Cesta
Železniško postajališče Cesta (prvotno ime postaje je bilo Vipavski Križ) je eno izmed železniških postajališč v Sloveniji, ki oskrbuje bližnji naselji Cesta in Vipavski Križ.